# Persone di nome George/Attori
| Questa pagina contiene informazioni ricavate automaticamente dalle voci biografiche con l'ausilio del template Bio e di un bot. L'aggiornamento è periodico e automatico e ricostruisce completamente la pagina. Se manca una persona in questa lista, sei pregato di non aggiungerla, ma accertati piuttosto che la sua voce biografica contenga il template Bio e che i dati anagrafici siano correttamente compilati. Se il template Bio manca, inseriscilo tu stesso o, in alternativa, metti l'avviso {{tmp\|Bio}} che ne segnala la mancanza. Se i dati riportati sono sbagliati, correggi direttamente la voce biografica; le modifiche saranno visibili in questa lista entro pochi giorni. Per chiarimenti vedi il progetto antroponimi. La lista contiene solo le 152 persone che sono citate nell'enciclopedia e per le quali è stato implementato correttamente il template Bio. Pagina aggiornata al 6 giu 2025. |

Questa è una lista di persone presenti nell'enciclopedia che hanno il nome George e sono attori.

## A(3)
- George Aguilar, attore statunitense (The Dalles, n. 1952)
- George Arliss, attore britannico (Londra, n. 1868 - Londra, † 1946)
- George K. Arthur, attore e comico britannico (Aberdeen, n. 1899 - New York, † 1985)

## B(8)
- G. W. Bailey, attore statunitense (Port Arthur, n. 1944)
- George Bancroft, attore statunitense (Filadelfia, n. 1882 - Santa Monica, † 1956)
- George Barbier, attore statunitense (Filadelfia, n. 1865 - Los Angeles, † 1945)
- George Barnes, attore statunitense (Missouri, n. 1880 - West Palm Beach, † 1951)
- George Beban, attore, sceneggiatore e regista statunitense (San Francisco, n. 1873 - Los Angeles, † 1928)
- George Beranger, attore e regista australiano (Sydney, n. 1893 - Laguna Beach, † 1973)
- George Bickel, attore statunitense (Saginaw, n. 1863 - Los Angeles, † 1941)
- George Blagden, attore britannico (Londra, n. 1989)

## C(14)
- George Castiglia, attore e doppiatore italiano (Roma, n. 1981)
- Richard Chamberlain, attore e cantante statunitense (Beverly Hills, n. 1934 - Waimanalo, † 2025)
- George Chandler, attore statunitense (Waukegan, n. 1898 - Los Angeles, † 1985)
- George Chesebro, attore statunitense (Minneapolis, n. 1888 - Los Angeles, † 1959)
- George Cleveland, attore canadese (Sydney, n. 1885 - Burbank, † 1957)
- George Clooney, attore, regista e produttore cinematografico statunitense (Lexington, n. 1961)
- George Coe, attore e regista statunitense (New York, n. 1929 - Santa Monica, † 2015)
- George M. Cohan, attore, scrittore e produttore teatrale statunitense (Providence, n. 1878 - New York, † 1942)
- George Cole, attore inglese (Tooting, n. 1925 - Reading, † 2015)
- George Cooper, attore statunitense (Newark, n. 1892 - Sawtelle, † 1943)
- George Coulouris, attore inglese (Manchester, n. 1903 - Londra, † 1989)
- George Cowl, attore e regista inglese (Blackpool, n. 1878 - Los Angeles, † 1942)
- George L. Cox, attore, regista e sceneggiatore statunitense (n. 1878 - † 1947)
- George C. Scott, attore, regista e produttore cinematografico statunitense (Wise, n. 1927 - Westlake Village, † 1999)

## D(9)
- George Davis, attore olandese (Amsterdam, n. 1889 - Woodland Hills, † 1965)
- George DelHoyo, attore uruguaiano (Canelones, n. 1953)
- George Devine, attore e regista teatrale inglese (Londra, n. 1910 - Londra, † 1966)
- George DiCenzo, attore, doppiatore e sceneggiatore statunitense (New Haven, n. 1940 - Washington Crossing, † 2010)
- George Dickerson, attore statunitense (Topeka, n. 1933 - New York, † 2015)
- Micky Dolenz, attore e musicista statunitense (Los Angeles, n. 1945)
- George Dolenz, attore statunitense (Trieste, n. 1908 - Hollywood, † 1963)
- George Dzundza, attore e regista teatrale tedesco (Rosenheim, n. 1945)
- George de la Peña, attore, ex ballerino e coreografo statunitense (New York, n. 1955)

## E(3)
- George Eads, attore statunitense (Fort Worth, n. 1967)
- George Eastman, attore, sceneggiatore e regista italiano (Genova, n. 1942)
- George Eldredge, attore statunitense (San Francisco, n. 1898 - Los Angeles, † 1977)

## F(8)
- George Fawcett, attore statunitense (Alexandria, n. 1860 - Nantucket, † 1939)
- George Ferrier, attore neozelandese (Auckland, n. 2000)
- George Field, attore statunitense (San Francisco, n. 1877 - † 1925)
- George Fisher, attore statunitense (Republic, n. 1891 - Sawtelle, † 1960)
- George Flower, attore e sceneggiatore statunitense (Milton-Freewater, n. 1937 - Los Angeles, † 2004)
- George Foley, attore britannico
- George Formby, attore e cantautore britannico (Wigan, n. 1904 - Preston, † 1961)
- Brock Peters, attore, doppiatore e cantante statunitense (New York, n. 1927 - Los Angeles, † 2005)

## G(7)
- George Gaynes, attore e produttore cinematografico finlandese (Helsinki, n. 1917 - North Bend, † 2016)
- George Gebhardt, attore svizzero (Basilea, n. 1879 - Edensdale, † 1919)
- George Givot, attore statunitense (Omaha, n. 1903 - Palm Springs, † 1984)
- George O. Gore II, attore statunitense (Fort Washington, n. 1982)
- George Grizzard, attore statunitense (Roanoke Rapids, n. 1928 - New York, † 2007)
- George Grossmith Jr., attore, compositore e produttore teatrale inglese (Londra, n. 1874 - Londra, † 1935)
- George Grossmith, attore, compositore e cantante inglese (Islington, n. 1847 - Folkestone, † 1912)

## H(14)
- George Hackathorne, attore statunitense (Pendleton, n. 1896 - Los Angeles, † 1940)
- George Hall, attore statunitense (Toronto, n. 1916 - New York, † 2002)
- George Harris, attore britannico (Taunton, n. 1949)
- George Harris, attore statunitense (Pittsburgh, n. 1892 - Youngstown, † 1954)
- Gabby Hayes, attore statunitense (Wellsville, n. 1885 - Burbank, † 1969)
- George Hearn, attore e baritono statunitense (Saint Louis, n. 1934)
- George Hernandez, attore statunitense (Placerville, n. 1863 - Los Angeles, † 1922)
- George Hertzberg, attore statunitense (Glen Falls, n. 1972)
- George Hilton, attore uruguaiano (Montevideo, n. 1934 - Roma, † 2019)
- George Holt, attore, regista e sceneggiatore statunitense (Fall River, n. 1878 - Santa Monica, † 1944)
- George Howard, attore statunitense (n. 1866 - Vancouver, † 1921)
- George Howe, attore britannico (Valparaíso, n. 1900 - Brighton, † 1986)
- George Hu, attore taiwanese (New York, n. 1982)
- George Hupp, attore statunitense (California, n. 1906)

## I(3)
- George Innes, attore britannico (Londra, n. 1938)
- George Irving, attore e regista statunitense (New York, n. 1874 - Hollywood, † 1961)
- George S. Irving, attore, cantante e doppiatore statunitense (Springfield, n. 1922 - New York, † 2016)

## J(1)
- George Jessel, attore, cantante e produttore cinematografico statunitense (New York, n. 1898 - Los Angeles, † 1981)

## K(4)
- George Kennedy, attore e scrittore statunitense (New York, n. 1925 - Middleton, † 2016)
- J. Warren Kerrigan, attore e produttore cinematografico statunitense (New Albany, n. 1879 - Balboa Island, † 1947)
- George Keymas, attore statunitense (Springfield, n. 1925 - Palm Beach, † 2008)
- George Kuwa, attore giapponese (Hiroshima, n. 1885 - Los Angeles, † 1931)

## L(9)
- George Larkin, attore statunitense (New York, n. 1887 - New York, † 1946)
- George Lazenby, attore e ex modello australiano (Queanbeyan, n. 1939)
- Nolan Leary, attore e sceneggiatore statunitense (Contea di Rock Island, n. 1889 - Los Angeles, † 1987)
- George Lessey, attore, regista e sceneggiatore statunitense (Amherst, n. 1879 - Westbrook, † 1947)
- George J. Lewis, attore messicano (Guadalajara, n. 1903 - Rancho Santa Fe, † 1995)
- George Lindsey, attore e doppiatore statunitense (Fairfield, n. 1928 - Nashville, † 2012)
- George Lloyd, attore statunitense (Edinburg, n. 1892 - Los Angeles, † 1967)
- George Lopez, attore, regista e produttore cinematografico statunitense (Los Angeles, n. 1961)
- George Loros, attore e regista teatrale statunitense (New York, n. 1944)

## M(17)
- George Le Guere, attore statunitense (Memphis, n. 1887 - New York, † 1947)
- George MacKay, attore britannico (Londra, n. 1992)
- George MacQuarrie, attore statunitense (San Francisco, n. 1873 - † 1951)
- George Macready, attore statunitense (Providence, n. 1899 - Los Angeles, † 1973)
- George Maguire, attore e cantante britannico (Guildford, n. 1985)
- George Maharis, attore e cantante statunitense (Astoria, n. 1928 - Beverly Hills, † 2023)
- George Majeroni, attore australiano (Melbourne, n. 1877 - Saranac Lake, † 1924)
- George F. Marion, attore, regista teatrale e coreografo statunitense (San Francisco, n. 1860 - Carmel-by-the-Sea, † 1945)
- George Martin, attore statunitense (New York, n. 1929 - New York, † 2010)
- George McFarland, attore e conduttore televisivo statunitense (Dallas, n. 1928 - Grapevine, † 1993)
- Gardner McKay, attore statunitense (New York, n. 1932 - † 2001)
- George Memmoli, attore statunitense (New York, n. 1938 - Los Angeles, † 1985)
- George Mitchell, attore statunitense (Larchmont, n. 1905 - Washington, † 1972)
- George Montgomery, attore e regista statunitense (Brady, n. 1916 - Rancho Mirage, † 2000)
- George Mozart, attore, sceneggiatore e regista britannico (Great Yarmouth, n. 1864 - Londra, † 1947)
- George Murcell, attore britannico (Napoli, n. 1925 - Isleworth, † 1998)
- George Murphy, attore e ballerino statunitense (New Haven, n. 1902 - Palm Beach, † 1992)

## N(6)
- George Brent, attore irlandese (Shannonbridge, n. 1899 - Solana Beach, † 1979)
- George Nader, attore statunitense (Pasadena, n. 1921 - Palm Springs, † 2002)
- George N. Neise, attore statunitense (Chicago, n. 1917 - Los Angeles, † 1996)
- George Newbern, attore statunitense (Little Rock, n. 1964)
- Bob Newhart, attore e comico statunitense (Oak Park, n. 1929 - Los Angeles, † 2024)
- George Nichols, attore, regista e sceneggiatore statunitense (Rockford, n. 1864 - Hollywood, † 1927)

## O(2)
- George O'Brien, attore statunitense (San Francisco, n. 1899 - Broken Arrow, † 1985)
- George Ovey, attore statunitense (Trenton, n. 1870 - Hollywood, † 1951)

## P(5)
- George Peppard, attore, regista e produttore cinematografico statunitense (Detroit, n. 1928 - Los Angeles, † 1994)
- George Periolat, attore statunitense (Chicago, n. 1874 - Los Angeles, † 1940)
- George Petrie, attore statunitense (New Haven, n. 1912 - Los Angeles, † 1997)
- Greg Plitt, attore, culturista e modello statunitense (Baltimora, n. 1977 - Burbank, † 2015)
- Harve Presnell, attore statunitense (Modesto, n. 1933 - Santa Monica, † 2009)

## R(6)
- George Raft, attore statunitense (New York, n. 1901 - Los Angeles, † 1980)
- George Reeves, attore statunitense (Woolstock, n. 1914 - Los Angeles, † 1959)
- George Rexstrew, attore inglese (Londra, n. 1994)
- George Rigaud, attore argentino (Buenos Aires, n. 1905 - Leganés, † 1984)
- George R. Robertson, attore canadese (Brampton, n. 1933 - Toronto, † 2023)
- George Rose, attore britannico (Bicester, n. 1920 - Sosúa, † 1988)

## S(15)
- George Hamilton, attore e produttore cinematografico statunitense (Memphis, n. 1939)
- George Murdock, attore statunitense (Salina, n. 1930 - Burbank, † 2012)
- George Sanders, attore britannico (San Pietroburgo, n. 1906 - Castelldefels, † 1972)
- Randolph Scott, attore statunitense (Charlotte, n. 1898 - Los Angeles, † 1987)
- George Sear, attore televisivo britannico (Leigh-on-Sea, n. 1997)
- George Segal, attore statunitense (Great Neck, n. 1934 - Santa Rosa, † 2021)
- George Sewell, attore britannico (Londra, n. 1924 - Londra, † 2007)
- George Sidney, attore ungherese (Hollywood, n. 1877 - Los Angeles, † 1945)
- George Siegmann, attore e regista statunitense (New York, n. 1882 - Hollywood, † 1928)
- George Spell, attore statunitense (Chicago, n. 1958 - Los Angeles, † 2022)
- George Stanley, attore statunitense (San Francisco, n. 1875)
- George Stevens, attore britannico (Londra, n. 1860 - New York, † 1940)
- Ray Stevenson, attore britannico (Lisburn, n. 1964 - Lacco Ameno, † 2023)
- George E. Stone, attore polacco (Łódź, n. 1903 - Woodland Hills, † 1967)
- George Stults, attore statunitense (Detroit, n. 1975)

## T(2)
- George Takei, attore e attivista statunitense (Los Angeles, n. 1937)
- George Tobias, attore statunitense (New York, n. 1901 - Los Angeles, † 1980)

## V(2)
- Chris Vance, attore britannico (Londra, n. 1971)
- George Voskovec, attore cecoslovacco (Sázava, n. 1905 - Pearlblossom, † 1981)

## W(12)
- George Wallace, attore e comico statunitense (Atlanta, n. 1952)
- George D. Wallace, attore statunitense (New York, n. 1917 - Los Angeles, † 2005)
- George Walsh, attore statunitense (New York, n. 1889 - Pomona, † 1981)
- George Wang, attore cinese (Dandong, n. 1918 - Taipei, † 2015)
- Orson Welles, attore, regista e sceneggiatore statunitense (Kenosha, n. 1915 - Los Angeles, † 1985)
- George Wendt, attore statunitense (Chicago, n. 1948 - Studio City, † 2025)
- George P. Wilbur, attore e stuntman statunitense (Kent, n. 1941 - † 2023)
- George Winslow, attore statunitense (Los Angeles, n. 1946 - Camp Meeker, † 2015)
- George Wood, attore statunitense (Forrest City, n. 1919 - Macon, † 2000)
- George Wood, attore, cantante e scrittore britannico (Manchester, n. 1981)
- George A. Wright, attore e regista statunitense (Norwalk, † 1937)
- George Wyner, attore statunitense (Boston, n. 1945)

## Y(1)
- George Young, attore, scrittore e conduttore televisivo inglese (Londra, n. 1980)

## Z(1)
- George Zucco, attore britannico (Manchester, n. 1886 - Hollywood, † 1960)